# Макфазин, Кайл
Кайл Джон Макфазин (англ. Kyle John McFadzean; род. 20 февраля 1987, Шеффилд, Йоркшир и Хамбер) — английский футболист, играющий на позиции защитника в клубе Честерфилд. Стал участником исторического кубкового матча с «Манчестер Юнайтед». «Кроли Таун» стал лишь шестым, на тот момент, клубом с 1945 года, играющим, вне лиги и достигшим 1/8 финала кубка Англии.

## Карьера

### «Шеффилд Юнайтед»
Кайл родился в Шеффилде, Южный Йоркшир. Макфадзин был игроком академии «Шеффилд Юнайтед», прежде чем его пригласили в первую команду в сезоне 2005/06, несмотря на то, что Кайл играл большую часть сезона за резерв. Он дебютировал в первой команде, выйдя на замену, вместо Кита Гиллеспи в матче Кубка Лиги против «Шрусбери» 20 сентября 2005 года.

### «Олфретон Таун»
Он подписал контракт с клубом Национальной лиги Север «Олфретон Таун», перейдя на бесплатной основе, в июле 2007 году. Здесь он стал игроком основы и провел три года.

### «Кроли Таун»
20 августа 2010 года Макфазин подписал контракт с клубом дивизиона Национальной лиги «Кроли Таун» за нераскрытую плату, и дебютировал в качестве замены в матче с «Олтрингемом». Он был включен в команду года национальной лиги в сезоне 2010/11, после того как «Кроли» выиграл титул и, таким образом, был повышен до Лиги Два.

### «Милтон-Кинс Донс»
28 июня 2014 подписал двухлетний контракт с клубом «Милтон-Кинс Донс». Он забил в своем дебютном матче лиги против «Джиллингем», воспользовавшись навесом своего товарища-новичка Дэнни Грина. Матч закончился победой «Донс» со счетом 4:2. Вдобавок ко всему, в своем дебютном матче в кубке он забил гол пяткой, что в итоге обернулось победой со счетом 3:1 над непримиримыми соперниками Уимблдоном, Макфазин был признан лучшим игроком матча.
Семь месяцев спустя Кайл продлил контракт с клубом на два года до июня 2018 года. В конце сезона 2015/16 после вылета клуба обратно в Лигу Один Макфазин потребовал трансфера и не приехал на предсезонную тренировку с «МК Донс».

### «Бертон Альбион»
12 июля 2016 года подписал трехлетний контракт с клубом «Бертон Альбион». Свой первый гол за «Бертон» он забил 16 августа 2016 года, когда «Шеффилд Уэнсдей» одержал победу со счетом 3:1.

### «Ковентри Сити»
9 мая 2019 перешёл в «Ковентри Сити», подписав двухлетний контракт. 18 сентября 2020 года он забил свой первый гол за «Ковентри» в победном матче против «Куинз Парк Рейнджерс» со счетом 3:2.
13 февраля 2023 года Макфадзин подписал новый контракт с клубом до июня 2024 года.

### «Блэкберн Роверс»
31 января 2024 года Макфадзин присоединился к «Блэкберн Роверс» на правах краткосрочного контракта до конца сезона, поскольку его контракт с «Ковентри» был расторгнут по обоюдному согласию сторон.

## Личная жизнь
Макфазин родился в Англии и имеет шотландские корни. Его младший брат Каллум Макфазин также является футболистом.

## Достижения

### «Кроули Таун»
- Чемпион Национальной конференции: 2010/11

### «Милтон-Кинс Донс»
- Вице-чемпион Лиги 1: 2014/15